# Bill Ellis
Bill Ellis de son nom complet William Ellis, né le 3 janvier 1950 à Roanoke (Virginie), est un essayiste américain.

## Publications
- The Global Grapevine: Why Rumors and Legends about Immigrants, Terrorists, and Foreign Trade Matter. Coauthored with Gary Alan Fine (Northwestern University). New York: Oxford University Press, in production.
- Whispers in an Ice Cream Parlor: Culinary Tourism, Contemporary Legends, and the Urban Interzone. Journal of American Folklore 122 (2009): 53-74.
- Sleeping Beauty Awakens Herself: Folklore and Gender Inversion in Cardcaptor Sakura. The Japanification of Children's Popular Culture: From Godzilla to Spirited Away. Ed. Mark I. West, p. 249–266. Lanham, MD: Scarecrow Press, 2008.
- Death by Folklore: Ostension, Contemporary Legend, and Murder, Western Folklore 48, no. 3 (July 1989): 201-220.
- The Devil-Worshippers at the Prom: Rumor-Panic as Therapeutic Magic, Western Folklore 49, no. 1 (January 1990): 27-49.
- The Highgate Cemetery Vampire Hunt: The Anglo-American Connection in Satanic Cult Lore, Folklore 104, no. 1/2 (1993): 13-39.
- Kurt E. Koch and the "Civitas Diaboli": Germanic Folk Healing as Satanic Ritual Abuse of Children, Western Folklore 54, no. 2 (April 1995): 77-94.
- Lucifer Ascending: The Occult in Folk and Popular Culture, Lexington: University of Kentucky Press, 2003.
- Making a Big Apple Crumble: The Role of Humor in Constructing a Global Response to Disaster. New Directions in Folklore 6 (June 2002). Available: http://www.temple.edu/english/isllc/newFolk/journal_archive.html#sixth.
- Aliens, Ghosts, and Cults: Legends We Live. Jackson: University of Mississippi Press, 2001.
- Raising the Devil: Satanism, New Religions, and the Media. Lexington: University of Kentucky Press, 2000.